# Adstrato
Adstrato es el término que designa el influjo entre dos lenguas que, después de haber convivido algún tiempo en un mismo territorio, luego viven en territorios vecinos. Es sinónimo de parastrato. El mismo término también es aplicado por muchos lingüistas para designar el influjo mutuo de dos lenguas o dialectos vecinos (por ejemplo, en España, el influjo que se produce entre el castellano y el catalán, el gallego y el asturiano). También puede definirse como una lengua o dialecto que ejerce una influencia parcial, por contigüidad geográfica o por convivencia o coincidencia en el tiempo, sobre otra lengua o dialecto: el árabe fue adstrato del español. Es decir, una situación del adstrato ocurre cuando una lengua indígena sobrevive y coexiste con la lengua de los invasores, y mientras ambas lenguas tienen influencia en el otro, ninguno desaparece. Por ejemplo, todas estas lenguas coexisten sin desaparecer, mientras cada una influye en todas las otras.

## La historia
La desaparición de las primitivas lenguas peninsulares tuvo que estar precedida de un período de bilingüismo. Al principio, el latín se utilizaría para entenderse con los romanos, más tarde el latín se convertiría en el instrumento de intercomunicación de todos los habitantes de las distintas lenguas ya unificadas políticamente. Solo se conservó una lengua indígena, el vasco, puesto que los territorios de la lengua y cultura vasca quedaron muy apartados de las grandes vías de comunicación. Los habitantes no olvidaron su lengua, pero aprendieron a hablar latín y desarrollaron una lengua con más del cincuenta por ciento de su léxico que señala un origen latino y que demuestra la imposibilidad de sustraerse a la cultura que aportó Roma. 
La llegada de los árabes rompió con el desarrollo histórico anterior. Con los árabes llegó, entre otras cosas, una lengua de naturaleza bien distinta a las románicas: el árabe, con sus diferentes manifestaciones escritas y orales, que se impuso como lengua oficial y de cultura. Esta lengua, el árabe, actuó como adstrato de los otros romances peninsulares. Fueron muchos los que dominaban ambas formas lingüísticas: Al-Ándalus fue una sociedad bilingüe al menos hasta el siglo XI o XII. Este es un ejemplo del resultado más influyente del adstrato: el bilingüismo. 

## Los resultados
Como se mencionó antes, el adstrato tiene influencia, especialmente cuando se desarrolla en una situación del bilingüismo. Se encuentran los efectos del adstrato en el léxico más que en la fonología y morfología. Al-Ándalus se vio inmersa en un nuevo proceso cultural y junto al árabe coloquial o al escrito, en la zona conquistada continuó el romance hispánico: el mozárabe, la variedad lingüística románica hablada en Al-Ándalus. Esto no debió suponer la desaparición de ese romance pero creó un gran cambio: en las ciudades reconquistadas en el siglo XIII no parece existir ningún núcleo de hablantes mozárabes. A pesar de ello, es innegable la existencia de este periodo bilingüe, no solo por la gran cantidad de arabismos en el romance sino por las constantes interferencias romances que aparecen en las composiciones árabes: moaxajas y jarchas.
Un ejemplo del influjo árabe en el español en la situación del adstrato incluye el vocalismo. Por ejemplo, el sistema vocálico de árabe, con tres fonemas /i, a, u/, dos grados de abertura y distinción de cantidad se acomodó al del romance, con tres grados de abertura y perdiendo la función distintiva de cantidad. 
Aquí hay dos ejemplos de este cambio:
- El diptongo ai > e = mais > almez, baitar > albéitar.
- El diptongo au > o = hauz > alfoz, as-saut > azote.